# Nikola Petanović
Nikola Petanović (crnogorski: Никола Петановић; Crmnica, Kneževina Crna Gora, 1892. – San Francisco, 1932.) bio je crnogorski publicist, političar, borac Za Pravo, Čast i Slobodu Crne Gore.
Petanović će na poziv starijeg brata 1912. emigrirati u SAD, gdje se bavio aktivnim političkim, publicističkim i književnim radom. Objavio je 1923. Ponos života, svoje prvo djelo na crnogorskom jeziku. Pjesnički mu je pseudonim bio Naiad.
Godine 1924. započinje djelovanje medu intelektualnim krugovima i crnogorskim iseljenicima, tiskanjem brošura i kroz predavanja o Crnoj Gori. Godine 1927. pokreće časopis Montenegrin Mirror (Crnogorsko ogledalo) i utemeljuje Odbor za suverenu i samostalnu Crnu Goru u San Franciscu. 
Oko sebe u SAD-u stvara krug utjecajnih ljudi uz čiju potporu nastavlja pritisak na američku javnost u vezi crnogorskog pitanja, sve do kraja 1931. godine.
Borbu za obnavljanje crnogorske države je smatrao, pišu njegovi biografi, "važnijom od svog privatnog života i nije ostavio potomstva".
Nikola Petanović zalagao se za stvaranje uvjeta za održavanje referenduma na kojem bi se Crnogorci slobodno izjasnili u kakvoj državi žele živjeti. Crnu Goru je vidio kao modernu,
samostalnu, razvijenu, zemlju, čak "lidera zemalja na Balkanu, okrenutu ne prema evropskim silama, več prema SAD kao budućoj svjetskoj velesili".
"Crnogorsku samostalnost je smatrao tisućuljetnjom tekovinom u kontinuitetu od Duklje – Zete do Crne Gore i imao je sasvim jasne predstave o Crnogorcima kao naciji. Na SAD... je gledao kao na budućeg zaštitnika crnogorskih interesa; (vjerovao) je da če postati najveća vojna i gospodarska sila na globalnom nivou", zapisao je Gordan Stojović, suvremeni crnogorski publicist o Nikoli Petanoviću.
Djelo Nikole Petanovića, sve do nedavno, bilo nepoznato široj crnogorskoj javnosti. U nakladi Matice crnogorske objavljen je zbornik Nikola Petanović – Crnogorsko ogledalo.

## Vanjske poveznice
- O Nikoli Petanoviću, borcu za slobodnu Crnu Goru  Arhivirana inačica izvorne stranice od 4. ožujka 2016. (Wayback Machine)